# محوطه حسینعلی چشمه
محوطه حسینعلی چشمه مربوط به هزاره اول قبل از میلاد است و در شهرستان آبیک، روستای بهجت اّباد واقع شده و این اثر در تاریخ ۲۵ اسفند ۱۳۸۰ با شمارهٔ ثبت ۵۵۶۷ به‌عنوان یکی از آثار ملی ایران به ثبت رسیده‌است.